# 마크 48 어뢰
마크 48 어뢰는 미국 레이시온이 제작하는 21인치 직경의 중어뢰이다. 1960년대 말에 소련 잠수함의 발달된 기술을 따라잡기 위해 설계되었다. 중어뢰 하면 마크 48가 대표적일 정도로, 매우 오래된, 유명한 어뢰이다. 미국판 백상어 어뢰에 해당한다.

## 같이 보기
- 청상어
- 홍상어
- 백상어 - 대한민국이 제작한 21인치 어뢰
- SUT - 독일이 제작한 21인치 어뢰
- 89식 어뢰 - 일본이 제작한 21인치 어뢰